# Athlètes paralympiques individuels aux Jeux paralympiques d'été de 2000
Une équipe d'athlètes individuels participe aux Jeux paralympiques d'été de 2000 à Sydney. En effet, le Timor oriental est encore administré par les Nations unies et ne dispose pas d'un comité national paralympique reconnu. 
À la suite de la reconnaissance du Timor oriental, le pays a fait ses débuts paralympiques officiels en 2008.

## Athlètes et résultats
L'équipe finale est composée de deux athlètes :
| Athlète        | Discipline       | Événement            |
| -------------- | ---------------- | -------------------- |
| Alcino Pereira | Athlétisme       | 5 000 m masculin T38 |
| Mateus Lukas   | Force athlétique | -48 kg               |

Pereira n'a pas réussi à terminer sa course, tandis que Lukas a soulevé 105 kg, terminant 13e et dernier des athlètes ayant réussi à soulever un poids dans sa catégorie.